# Emmanuel Desrosiers
Pour les articles homonymes, voir Desrosiers.
Emmanuel Desrosiers, né le 6 octobre 1897 à La Prairie et mort en 28 janvier 1945 à Montréal, est un typographe et écrivain québécois.

## Biographie
Né à La Prairie (rive-Sud de Montréal), il fait des études chez les Frères de l’Instruction chrétienne. Il devient typographe à l’imprimerie desdits frères puis dans divers ateliers de Montréal, dont ceux de La Presse, de La Patrie et du Devoir.
Parallèlement il produit une imposante quantité de romans et articles pour nombre de journaux et magazines, dont La Parole de Drummondville, Mon magazine, Le Pharmacien, sans compter plusieurs Contes et Nouvelles de guerre, publiés dans plusieurs publications.  (Source familiale!)
Une rue porte son nom à La Prairie.

## Œuvre
Il publie en 1931 un roman d’anticipation, La Fin de la Terre - celle-ci devant se produire en 2400 -, illustré par le peintre Jean-Paul Lemieux. Ce roman devait avoir une suite, Rien que des hommes, demeurée manuscrite sans que l’auteur y eût apporté une révision finale.
Pour le Service fédéral de l'information, il écrit une trentaine d'articles, dont un sur le tricentenaire de Montréal, en 1942.
Durant l’année 1941, il publie huit courts romans policiers de trente-deux pages, romans que l’on qualifie aujourd’hui de fascicules ou « romans à cinq ou dix cents ». Il cesse la production de ces romans, son éditeur ayant omis de le payer.
Voici la liste de ces romans policiers :
- Les Voleurs d’or
- Le Crime de Grove Street
- L’Affaire de Dornoch Road
- Le Mystère de la forteresse
- L’Affaire Barlowe
- Le Monstre de Gravenstein
- Les Quatre chiens
- Le Lieutenant Aumont (ce dernier est plutôt un roman d’amour).